# Wulf Schmidt
Wulf Schmidt (* 7. Dezember 1911; † 19. Oktober 1992 in Watford) war in der Zeit des Zweiten Weltkrieges ein Doppelagent. Bei den Deutschen trug er den Codenamen Leonhardt, bei den Briten den Codenamen Tate. Als bürgerlichen Namen in England wählte er den Namen Harry Williamson.

## Leben
Wulf Schmidt war der Sohn eines Rechtsanwaltes und wuchs in einer Villa am Lindsnakkevej in Apenrade auf.
Schmidt wurde von der Abwehr, dem deutschen Geheimdienst, rekrutiert, um in England Informationen über örtliche Gegebenheiten sowie über die Pläne der Alliierten bezüglich der Invasion in der Normandie zu sammeln. Er sprang im September 1940 mit einem Fallschirm über England ab, ausgerüstet unter anderem mit falschen Papieren und einem Funkgerät. Bald nach seiner Landung wurde er allerdings aufgegriffen. Der Security Service kam zu dem Schluss, dass Schmidt für die Briten von Nutzen sein konnte. So wurde der gebürtige Däne zum Agenten für Großbritannien. „Double Cross Tate“ oder schlicht „Tate“, so sein Codename beim britischen Geheimdienst (angeblich nach dem Komödianten Harry Tate), lieferte den Deutschen zahlreiche Falschinformationen.
In absentia wurde er mit dem Eisernen Kreuz erster und zweiter Klasse ausgezeichnet, obwohl die Deutschen schließlich den Verdacht schöpften, Schmidt könne „umgedreht“ worden sein.
Früh im Jahr 1941 hatte Schmidt nach Hamburg gemeldet, ihm gehe allmählich das Geld aus. Daraufhin wurde ihm von der „Abwehr“ vorgeschlagen, sich auf der Londoner Buslinie 11 mit einem Geldgeber zu treffen. Schmidt behauptete gegenüber dem deutschen Geheimdienst, Busse der Linie 11 kämen nicht an der Victoria Station vorbei, und schlug stattdessen die Linie 16 vor. Die Linie 11 wurde ungefähr um diese Zeit auch von dem Spion Engelbertus Fukken benutzt.
Karel Richard Richter, der im Frühjahr 1941 per Fallschirm über England abgesetzt wurde, sollte mit Schmidt Kontakt aufnehmen, wurde aber zwei Tage nach seiner Landung festgenommen. Als sich während der Verhöre Richters die Verbindung mit Schmidt herausstellte, bedeutete dies für Richter das Ende: Auch Richter als Doppelagenten zu rekrutieren, schien dem MI5 zu riskant.
Nach dem D-Day hatte Schmidt die Deutschen vor allem mit Falschinformationen zu den Erfolgen ihrer „Vergeltungswaffe“ V 1 zu versorgen. Außerdem verschaffte er den Schiffen der Alliierten eine sichere Durchfahrtszone vor der Küste Irlands, indem er die Deutschen vor einem dort angeblich frisch gelegten Minengürtel warnte. Dass zufällig ein deutsches U-Boot in dem betreffenden Gebiet gesunken war, das sich trotz Schmidts Warnung in diesem Bereich aufgehalten hatte, erhöhte Schmidts Glaubwürdigkeit bei den Deutschen: Er mimte einen Zornausbruch, weil man seine Botschaft nicht ernst genommen habe. Schmidts Radiosender wurde bis zum Ende des Krieges genutzt und gelangte später ins Polizeimuseum von Edinburgh.
Schmidt blieb nach dem Zweiten Weltkrieg in England. Er gründete eine Familie und arbeitete als Fotograf für den Watford Observer.
„Tate“ war rund fünf Jahre lang im Double-Cross-System aktiv und sendete in dieser Zeit über 1000 Nachrichten nach Deutschland. Damit war er einer der am längsten tätigen Spione, die im Zweiten Weltkrieg für England arbeiteten.